# Kasteel Aldenghoor
Kasteel Aldenghoor is gelegen aan de Kasteellaan in het Midden-Limburgse dorp Haelen, dat sinds 2007 deel uitmaakt van de fusiegemeente Leudal.

## Beschrijving van het kasteel
Het kasteel is gelegen op een omgracht terrein en omvat een hoofdgebouw bestaande uit twee haaks op elkaar staande vleugels met wolfsdaken. Op de binnenhoek bevindt zich een zware ronde toren van baksteen en mergel uit de 15de eeuw met een hoge spits daterend van rond 1700. Het kasteel heeft in het verleden vier torens gehad waarvan er drie tijdens een belegering door huurlingen van de Republiek der Zeven Verenigde Nederlanden in 1598 zijn vernield. 
Het kasteel heeft tevens een haakvormige voorburcht of neerhof uit de 17de en 18de eeuw bestaande uit een ingangsvleugel met mansardedak en een poortpaviljoen met zadeldak tussen gezwenkte topgevels. De doorgang aan de veldzijde bevat een sluitsteen met het jaartal 1750; onder een fronton en aan de hofzijde bevindt zich een sluitsteen met het jaartal 1886. De toegang tot het kasteel gaat over een brug met drie gemetselde bogen. Inwendig heeft het kasteel onder meer een zandstenen schouw en een zaaltje met betimmering in Lodewijk XV-stijl.

## Geschiedenis en bewoners
De eerste vermelding dateert van 1212 wanneer er sprake is van een versterkt huis Ghoor van de heren van Ghoor de Horne. Omdat er ook een later kasteel bekend werd onder deze naam, noemde men dat kasteel in de 19e eeuw Nienghoor ("het nieuwe Ghoor") en werd aan het kasteel in Haelen gerefereerd als Aldenghoor ("het oude Ghoor").
In 1380 verkochten de heren van Ghoor het kasteel aan Eustache van den Bongaert om vervolgens in 1428 weer op Aldenghoor terug te keren. Nu verbleven ze er tot 1501. De gebroeders van Ghoor waren berucht in Midden-Limburg en ze maakten het zo bont dat ze werden achtervolgd door de plaatselijke drossaard en gedwongen waren om uit te wijken naar de andere zijde van de Maas waar de drossaard geen bevoegdheden had.
De Van Ghoors werden opgevolgd door Werner van Pallandt, die als landvoogd van Gulick echter hoofdzakelijk verbleef in zijn kasteel Wassenberg en maar weinig op Aldenghoor te vinden was. Na de dood van de kinderloos gebleven Van Pallandt in 1535 kwam het kasteel in bezit van Dirk van den Boetzelaar, en zijn opvolgers Dirk II en Zweder van den Boetzelaar. De dochter van deze laatste, Ermgard geheten, weerstond samen met een aantal Haelense strijders aan het begin van de 17e eeuw een belegering door een rondtrekkende roversbende. Nadat de Franse edelman François de Mauleon zijn kortstondig verblijf op het kasteel had gehad, kwam het in 1629 in bezit van de familie De Keverberg. De laatste telg die er woonde was baron Karel De Keverberg; zijn familie had het kasteel toen bijna drie eeuwen lang in bezit gehad.

## Het heden
Na het overlijden van de baron kwam het kasteel in 1903 in bezit van de Zusters Ursulinen, werd het omgedoopt tot klooster en werd het complex drastisch uitgebreid. Later, in 1927, veranderde het klooster in een kleinseminarie voor missiepaters. Toen de paters in 1976 vertrokken, werd het kasteel weer privébezit. De huidige bewoners bieden de mogelijkheid het kasteel op afspraak te bezichtigen.
Aerwinkel · Kasteel Afferden · Aldt Huys · Aldenborgh · Kasteel Aldenghoor · Aldenhoven · Alte Burg · Kasteel Amstenrade · Slot Annendael · Kasteel Arcen · Baersdonck · Bakvliet · Baronsberg · Baxhof · Beegden ·  Benzenrade · Kasteel De Berckt · Kasteel Bethlehem · Beusdaelshof · Binsfeld · Huis Blankenberg · Kasteel Bleijenbeek · Blitterswijck · Boerlo · Bolberg · Bollenberg · Kasteel De Bongard · Borggraaf · Kasteel d'Erp · Kasteel Borggraaf · Kasteel Borgharen · Kasteel Born · Huis Bree · Breust · Kasteel Broekhuizen · Broekhuizen · Gracht Burggraaf · Kasteel De Burght · Kasteel Cartils · Cloppenburg (Oost-Maarland) · Kasteel Cortenbach · Huis De Dael · Dammerscheid · Kasteel De Bockenhof · De Donck (Sevenum) · De Donck (Swolgen) · De Dorth ·  Huis ten Dijcken · Kasteel Doenrade · De Doom · Douve · Douvenrade · De Dries · Kasteel Erenstein · Kasteel Eijsden · Eijsden · Einrade · Kasteel Elsloo · Ensenbroek · Eperhuis · Etzenraderhuuske · Exaten · Kasteel Eijckholt · Kasteel Eyckholt · Eys · Gastendonck · Kasteel Genbroek · Gebroken Slot · Kasteel Geijsteren · Kasteel Op Genhoes · Kasteel Genhoes · Genneperhuis · Kasteel Het Geudje · Kasteel Geulle · Kasteel Geusselt · Geijsteren · Gen Heck · Ghoor · Kasteel Goedenraad · Kasteel Grasbroek · Kasteel Groenendaal · Groethof · Groot Paarlo · Kasteel van Gronsveld · De Gun ·Kasteel Haeren · Kasteel Den Halder · Heerlaer · Heeze · Heijen · 's-Herenanstel · Kasteel Hillenraad · Kasteel Hoensbroek · Hoenshuis · Holstrate · Holtmühle · Huize Holtum · Kasteel Horn · De Horst · Huys ter Horst · Ten Hove (Grathem) · Ten Hove (Panningen) · Huis Brias · Huis Darth ·  Kasteel Hurpesch · Kasteel Sint-Jansgeleen · Kasteel Jerusalem · Kasteel Kaldenbroek · Den Kamp · Kasteel Karsveld · Kasteel Keverberg · Klein Paarlo · Klimmender Huuske · De Kolck · Koppelberg · Laar · Landsfort · Kasteel Lemiers · Kasteelruïne Lichtenberg · Kasteel Limbricht · Lonesteyn · Huize Lovendael · Mazenburg · Kasteel van Meerlo · Kasteel Meerssenhoven · Meezenbroek · Kasteel van Mheer · Middelaar · Kasteel Millen · Kasteel Montfort · Movert · Mulrode · De Munt · Château Neercanne · Kasteel Neubourg · Nienghoor · Huis Nierhoven · Kasteel Nieuwenbroeck · Nije Huys · Kasteel Nijenborgh · Kasteel Nijswiller · Nijthuysen · Kasteel Obbicht · Oedenrade · Kasteel Ooijen · Kasteel Oost (Valkenburg) · Kasteel Oost (Oost-Maarland) · Kasteel Ouborg · Overen · Kasteel Passarts-Nieuwenhagen · Prickenis · Prinsenhof · Puth · De Putting · Raath · De Raay · Ravenhof · Kasteel Reijmersbeek · Kasteel van Rijckholt · Kasteel Rivieren · Rodenbroek · Rosendaal · Kasteel Schaesberg · Kasteel Schaloen · Te Scharen · Schenkenburg · Kasteel Scheres · De Spijker (Geijsteren) · De Spijker (Leeuwen) · Huis Severen · Sibberhuuske · Château St. Gerlach · Spraland · Huis De Spyker · Huize Stalberg · Stalberg (Wellerlooi) · De Steeg · Kasteel Stein · Steinhagen · Steenen Huis · Stoel van Swentibold · Strijthagen (Landgraaf) · Strijthagen (Welten) · Struyver · Kasteel Terborgh · Terlinden (Wijnandsrade) · Terveurdt · Ter Weyer · Kasteel Ter Worm · De Tombe · Huis De Torentjes · Triest · Trippaert · Kasteel Vaalsbroek · Kasteel Vaeshartelt · Valkenburg · Vliek · De Vroenhof · Vrijburg · Kasteel Wambach · Warenberg · Well · Weyershof ·  Wijlre · Kasteel Wijnandsrade · Wijnandsrade · Wijnantshof · Wissegracht · Huize Witham · Kasteel Wittem · Wolfrath · Wylre